# Glyptopleura
Glyptopleura är ett släkte av korgblommiga växter. Glyptopleura ingår i familjen korgblommiga växter.
Kladogram enligt Catalogue of Life:
| Glyptopleura | \| \| Glyptopleura marginata \| \| \| \| \| \| Glyptopleura setulosa \| \| \| \| |
|              | \| \| Glyptopleura marginata \| \| \| \| \| \| Glyptopleura setulosa \| \| \| \| |
|              | Glyptopleura marginata                                                           |
|              |                                                                                  |
|              | Glyptopleura setulosa                                                            |
|              |                                                                                  |